# Ilburnia swezeyi
Ilburnia swezeyi är en insektsart som först beskrevs av Frederick Arthur Godfrey Muir 1916.  Ilburnia swezeyi ingår i släktet Ilburnia och familjen sporrstritar. Inga underarter finns listade i Catalogue of Life.